# Église Notre-Dame-de-la-Visitation d'Aubigny
L'église Notre-Dame-de-la-Visitation se dresse sur la commune française d'Aubigny dans le département du Calvados, en région Normandie.

## Patrimoine
À l'intérieur de l'église se trouve une série de six statues orantes sculptées des seigneurs d'Aubigny, de 1625 à 1786, autrefois au château d'Aubigny et aujourd'hui présentées dans le chœur de l'église d'Aubigny, classées aux titres d'objets aux monuments historiques le 25 juillet 1902.

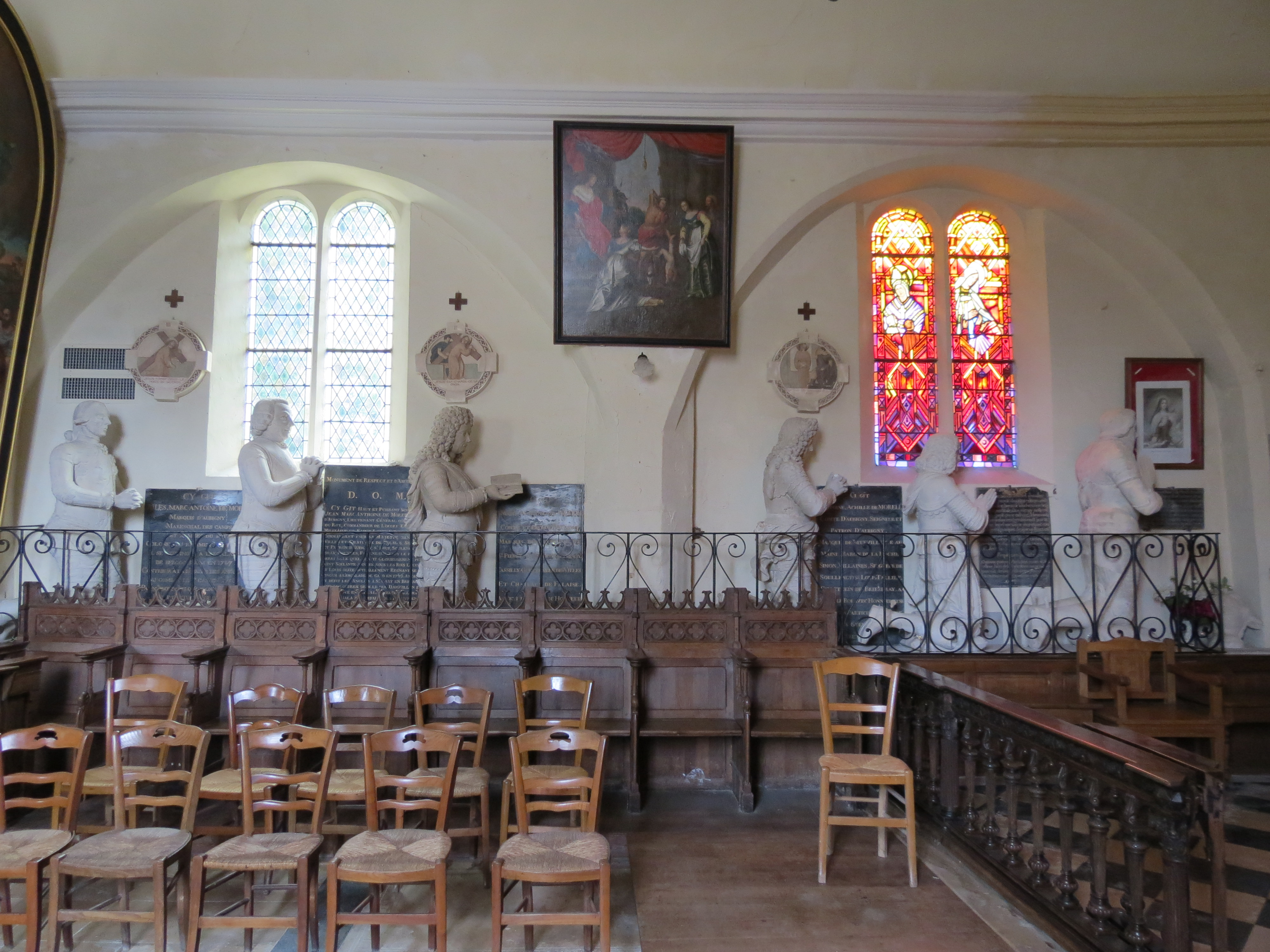
Vue des six orants dans deux enfeus, dans le chœur d'Aubigny.
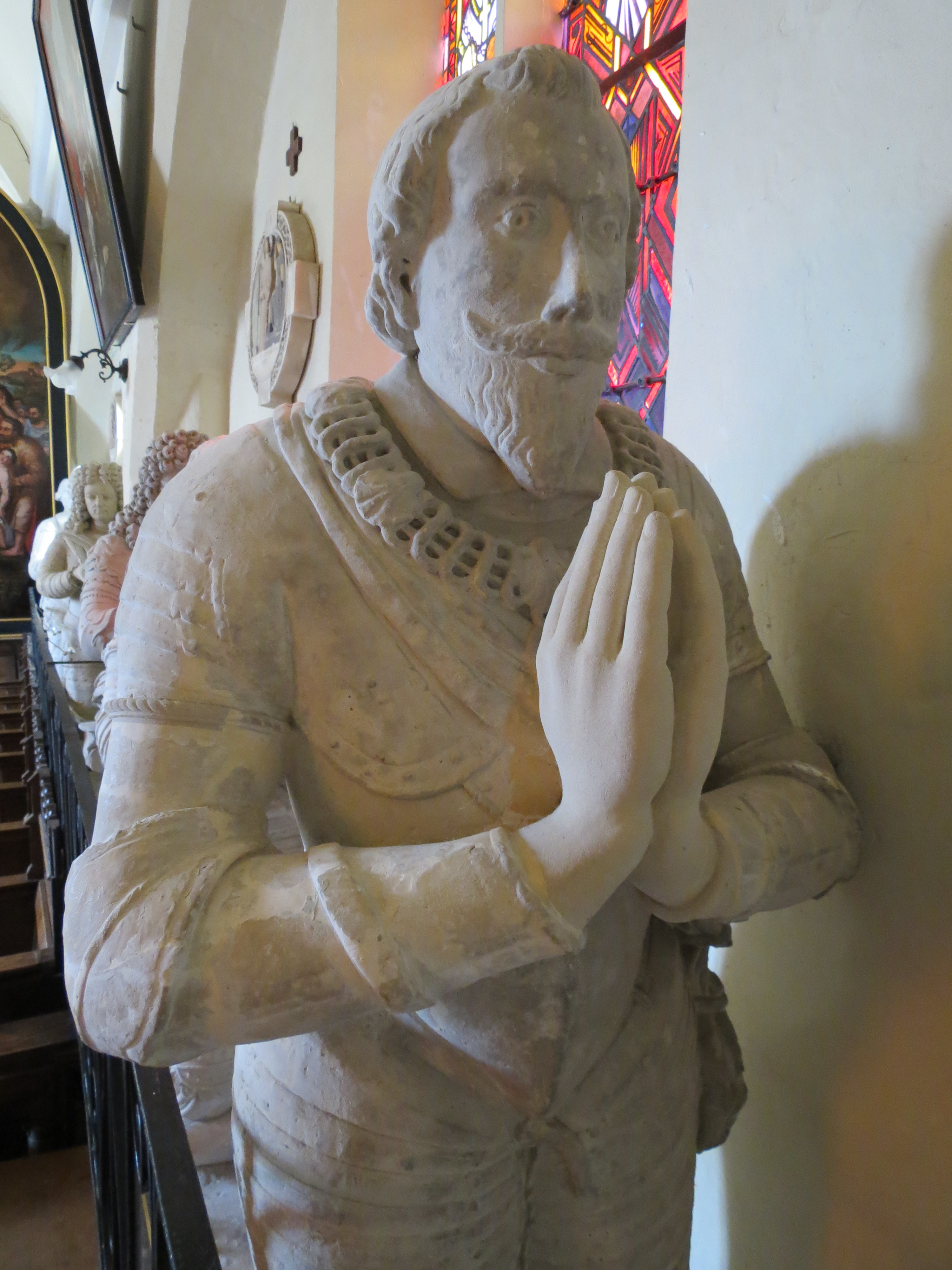
Orant de Raven II de Morell († 1625).
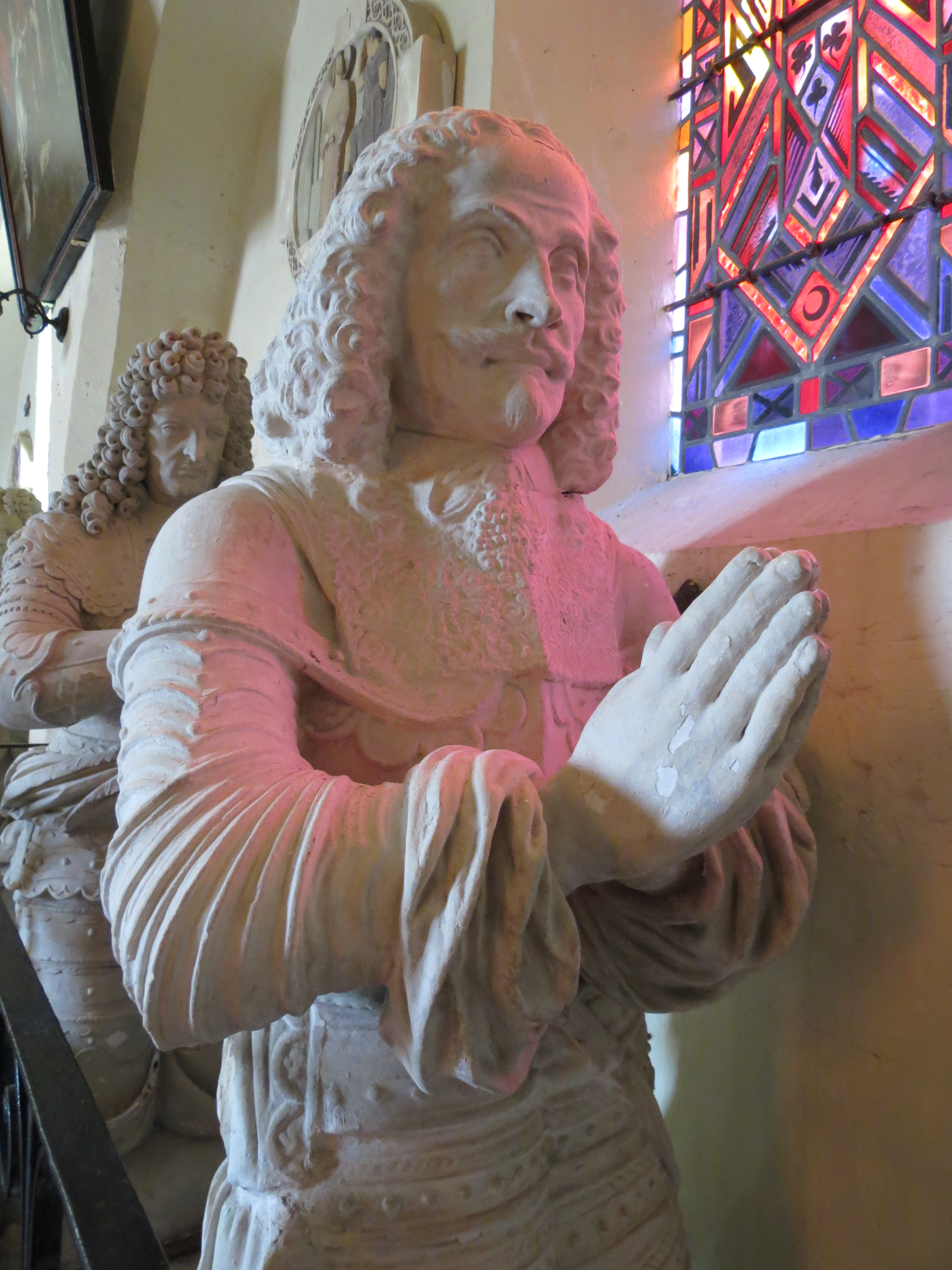
Orant de Brandelis de Morell.
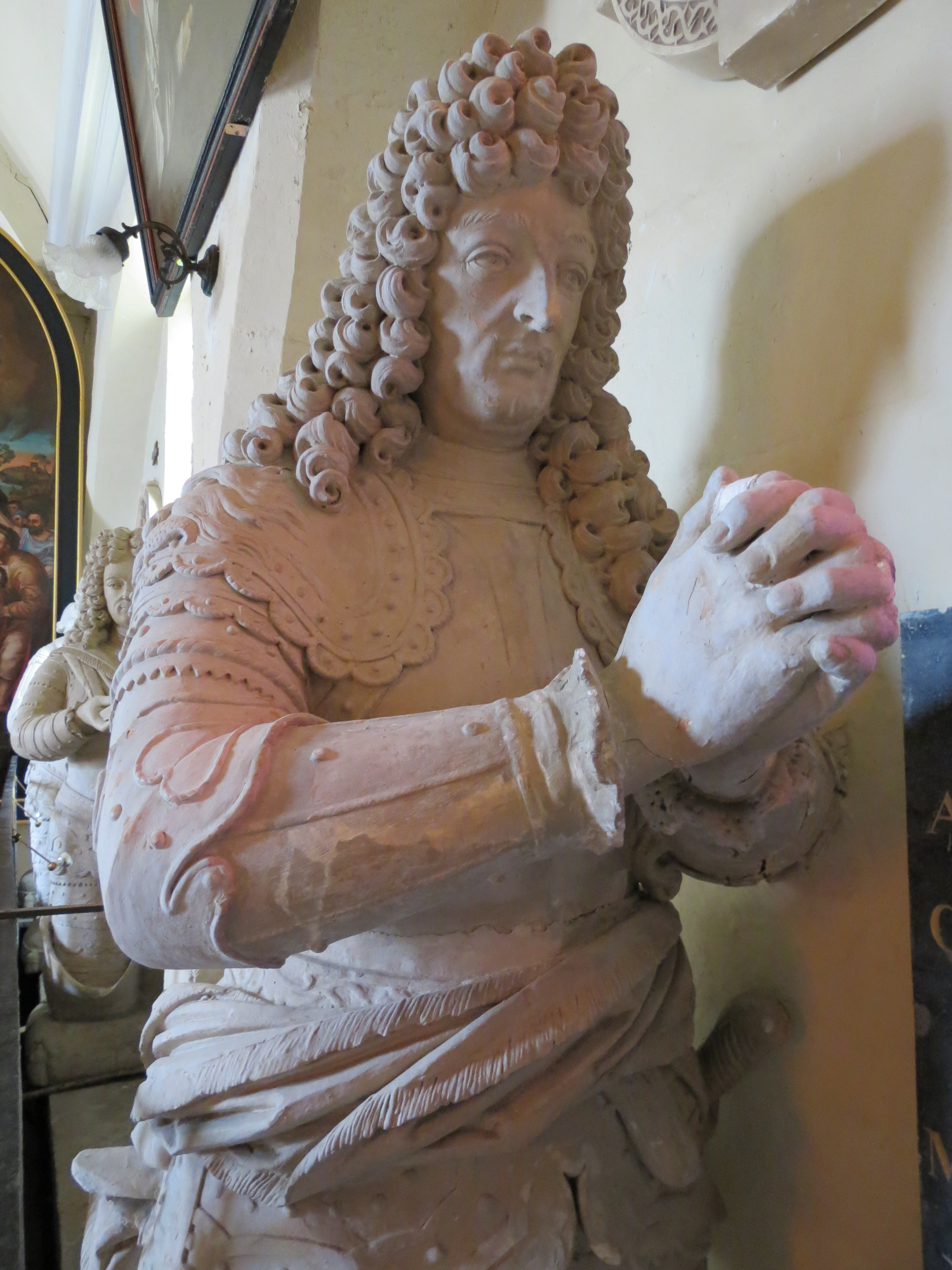
Orant d'Antoine Achille de Morell.
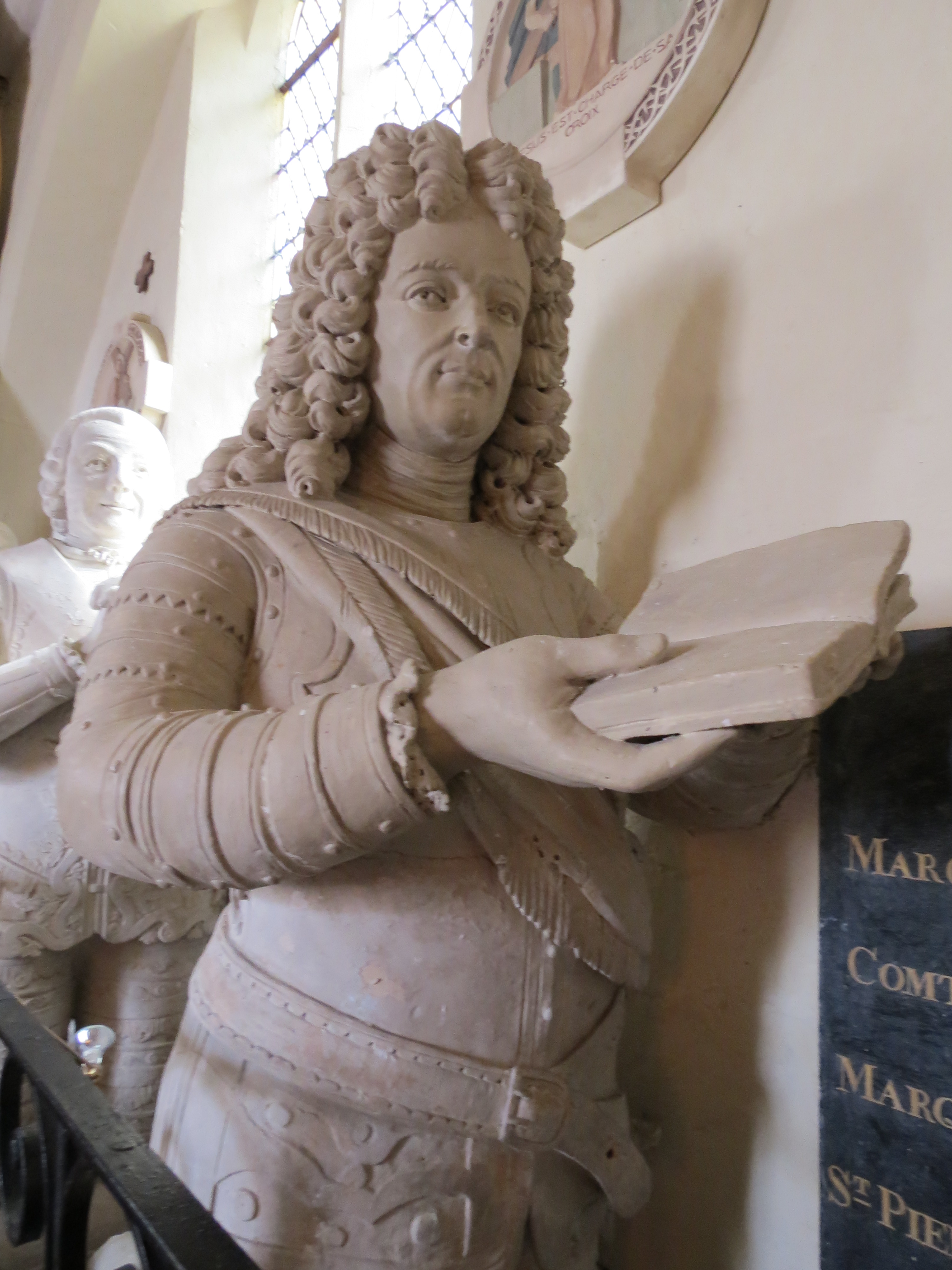
Orant de Marc Antoine de Morell.
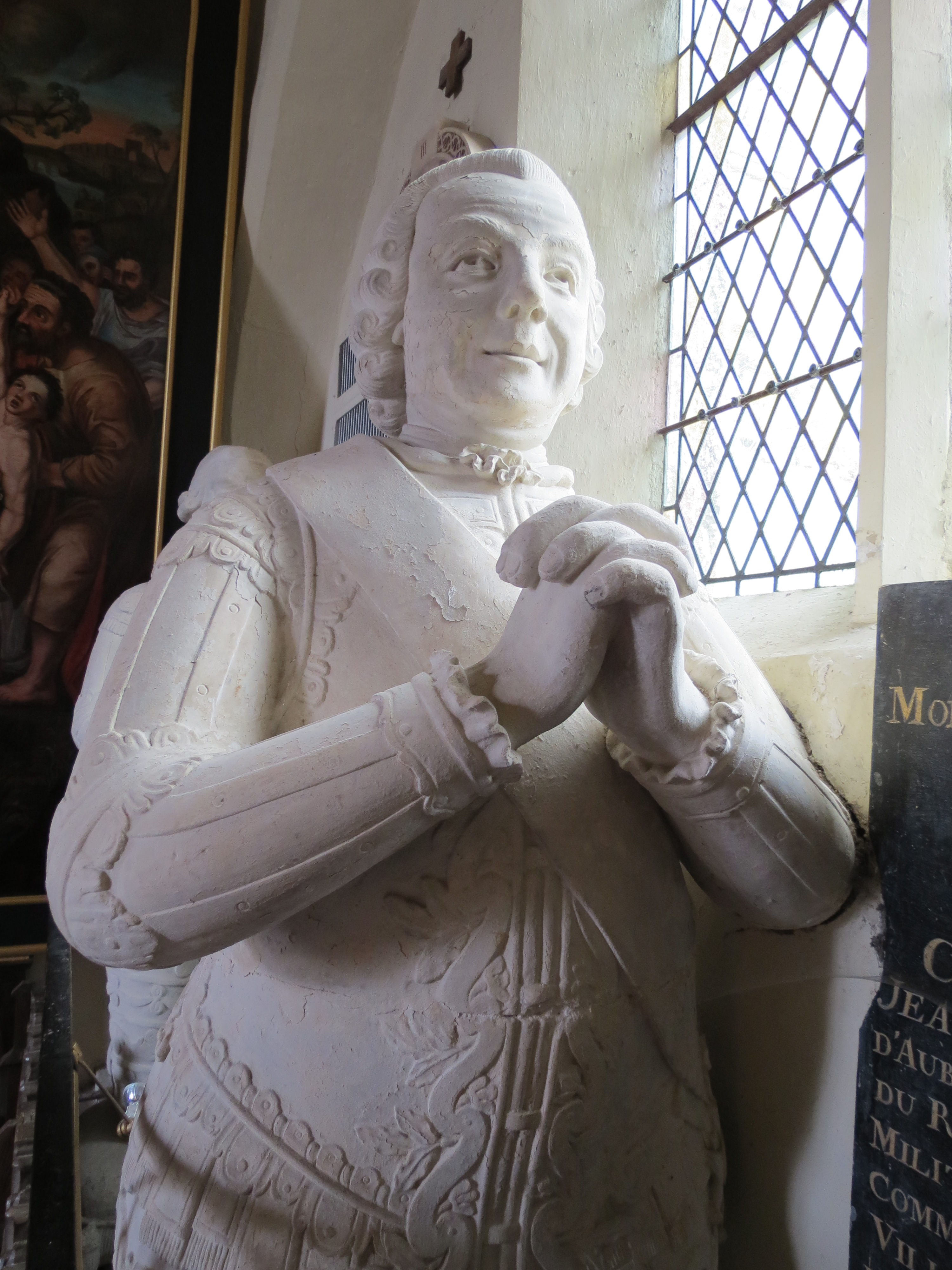
Orant de Jean Marc Antoine de Morell.
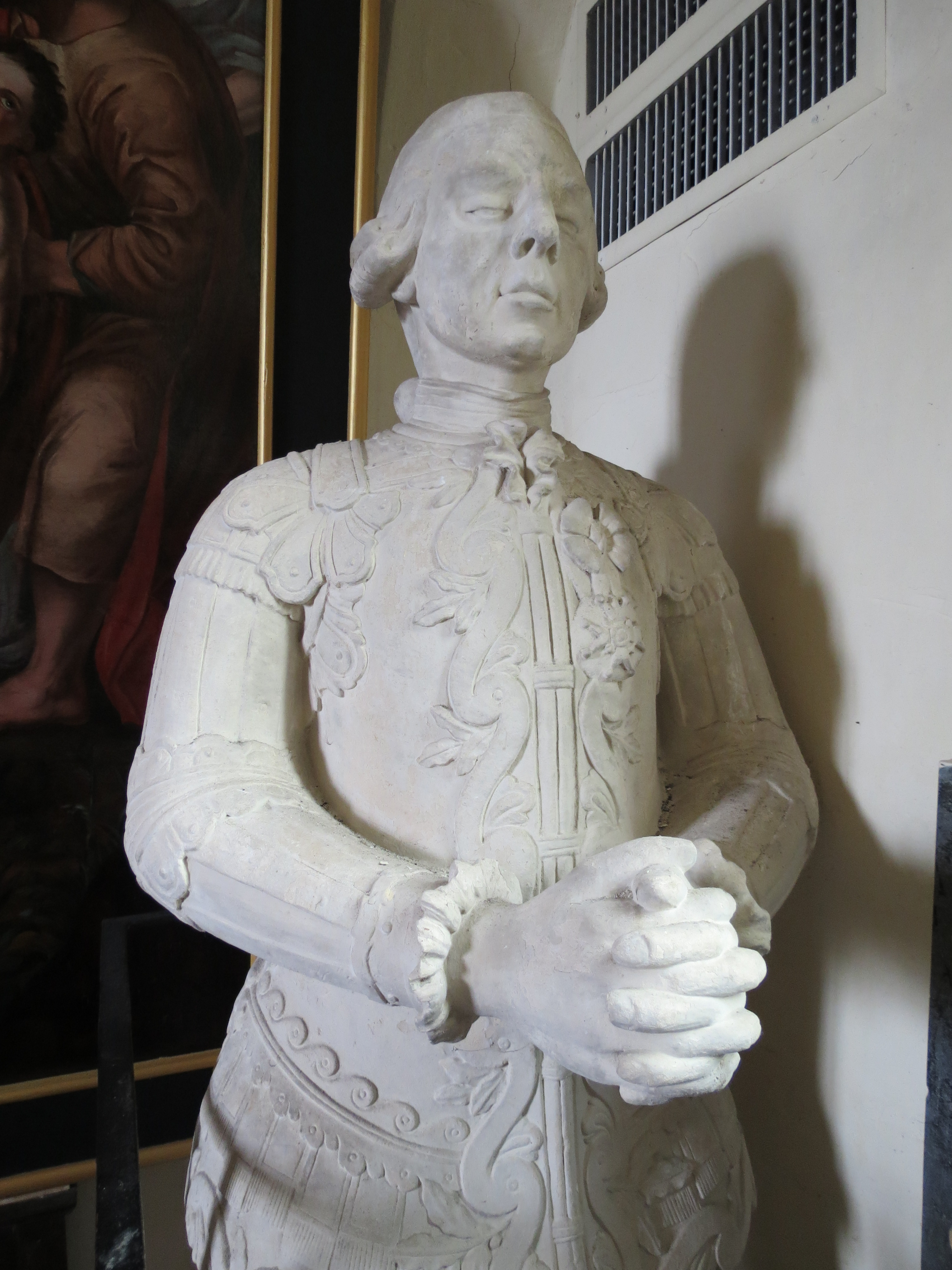
Orant de Jules Marc Antoine de Morell († 1786).